# Емануил Иванов
Емануил Димитров Иванов е български математик и физик. Той е един от основоположниците на Софийския университет „Свети Климент Охридски“ и дългогодишен преподавател там.
Емануил Иванов е роден през 30 януари 1857 година  стар стил в Свищов. Баща му, Димитър Хаджииванов, е заможен търговец, а майка му, Елена, е дъщеря на видинския търговец Емануил Шишманоглу. Сестра му Тинка Хаджиконстантинова е майка на Алеко Константинов. Първоначално Емануил Иванов учи в Свищов, като през 1872 година завършва средното училище в града. През следващите няколко години работи при баща си, в свищовска аптека и като стажант-инженер в пътностроителна фирма. През 1875 година заминава в Цариград, където полага изпит за техническа правоспособност в тази област. След започването на Руско-турската война през 1877 година се връща в Свищов.
През 1879 година, след края на войната, Емануил Иванов отива да учи в Политехниката в Мюнхен, където през 1883 година завършва физика и математика. От 1883 до 1885 година е учител в Ломската гимназия, след което става чиновник в Министерството на народното просвещение.
Емануил Иванов е един от авторите Наредба на Педагогическия курс при Софийската класическа гимназия (1888 г.), с която се поставя началото на Софийския университет. Така той се нарежда измежду създателите му и основава физико-математическото отделение през 1889 г. Става редовен преподавател в него и впоследствие първи редовен професор и основател на Катедрата по висш анализ. Преподава в университета в периодите 1889 – 1910 и 1917 – 1923 г. Чел е лекции по: „Висш анализ“, „Диференциално смятане“, „Диференциални уравнения“, „Интегрално смятане“, „Въведение в теорията на комплексните функции“, „Теория на функциите“, „Елиптични интеграли и функции“, „Елементарна математика“.
През 1890 – 1892 и 1893 – 1894 година е избиран за ректор на университета, а през 1895 година става редовен професор. От 1898 година е дописен, а от 1900 година – действителен член на Българското книжовно дружество, днес Българска академия на науките.
Емануил Иванов е и сред основателите и фактически инициатор на Физико-математическото дружество в България, създадено през 1898 г., като дълги години го председателства и е редактор на списанието му.
През 1910 година, след конфликт с академичния съвет на Софийския университет, Емануил Иванов напуска университета и през следващите години преподава математика в Държавното средно техническо училище и в Средното търговско училище в София. През 1917 година той се връща в университета, където остава до пенсионирането си през 1923 година. Последните две години от живота си прекарва в Кюстендил. Умира на 25 юли 1925 година в Кюстендил.